# Frank Gun
Frank Gun (születési neve Juhász Ferenc, Budapest, 1971. február 23. –) magyar pornószínész.

## Életrajz
Az 1990-es években kezdett pornófilmekben szerepelni. Számos álnevet használt: Ferenc Carl, Frank Carl, Ferenc, Frank, Frank Gun, Ferenc Ilsijk, FerencJuhac, Ferencz Juhacz, Ferenc Junasz, Frank Mallone, Frank Malone. Megjegyzés: az úgynevezett "álnevek"(angulul:alias) nem a saját névváltoztatások. Ezek a Magyar nyelvben nem helyesen "álnévnek" titulált nevek, a korabeli aláírt és legális szerződésekből, téves formában kerültek rögzítésre. A pontos meghatározás: pályálya elején a Frank Mallone nevet használta. Majd később a Frank Gun nevet. A Frank Gunn is sokszor szerepel, cenzúrázott okok miatt (fegyver Feri). Ezt hiteles forrás erősíti, mert én magam szerkesztettem. Frank Gun
A magyar pornószínészi szakma neki köszönheti az egészségügyi vizsgálatok (nemi betegségeket magában foglaló orvosi gyorsteszt) bevezetését, elterjedését.

## Díjak
- AVN-díj (2009) – Legjobb szexjelenet külföldi produkcióban[4]

## Filmográfia

### Színészként
- Wild and Hard (1991)
- Buttwoman Does Budapest (1992)
- Harry Horndog 8: Anal Lovers 1 (1992)
- Scham Spalt Klinik (1992)
- Sexcalibur (1992)
- Betrayal of Innocence 1 (1993)
- Buttwoman Back in Budapest (1993)
- Frutto del Peccato (1993)
- Massaggi Anali (1993)
- Sex Search (1993)
- True Stories 1 (1993)
- Anal X Import 2 (1994)
- Cannes Fantasies (1994)
- Chateau de Passion (1994)
- Diario Segreto di Simona (1994)
- Money for Nothing (1994)
- National Boom Boom's European Vacation (1994)
- Private Video Magazine 10 (1994)
- Private Video Magazine 11 (1994)
- Private Video Magazine 12 (1994)
- Private Video Magazine 13 (1994)
- Private Video Magazine 14 (1994)
- Private Video Magazine 15 (1994)
- Private Video Magazine 17 (1994)
- Private Video Magazine 6 (1994)
- Private Video Magazine 9 (1994)
- Virgin Treasures 1 (1994)
- Virgin Treasures 2 (1994)
- Anal Palace (1995)
- Apocalypse Climax 1 (1995)
- Apocalypse Climax 2 (1995)
- Arrowhead (1995)
- Beautiful Girls of Europe 2 (1995)
- Beautiful Girls of Europe 3 (1995)
- Clinica del sesso (1995)
- Cumming to Ibiza 1 (1995)
- Erika Bella Euroslut (1995)
- Horny Henry's Euro Adventure (1995)
- Incesto (1995)
- Lusterne Teenies (1995)
- Passion in Venice (1995)
- Porno dottoressa (1995)
- Private Stories 1 (1995)
- Private Stories 2 (1995)
- Private Video Magazine 18 (1995)
- Private Video Magazine 20 (1995)
- Private Video Magazine 21 (1995)
- Private Video Magazine 23 (1995)
- Private Video Magazine 24 (1995)
- Private Video Magazine 25 (1995)
- Private Video Magazine 26 (1995)
- Samba (1995)
- Sodomania and Then Some: A Compendium (1995)
- Soldatenreport (1995)
- Taverna dei mille peccati (1995)
- Teresa's Finest (1995)
- Thief, the Girl and the Detective 2: Tales from the Shade (1995)
- Triple X 1 (1995)
- Triple X 5 (1995)
- Adventures on the Orient Express (1996)
- Affare s'Ingrossa (Peccati di Culo 2) (1996)
- Amorous Liaisons (1996)
- Big Babies in Budapest 1 (1996)
- Bottom Dweller: The Final Voyage (1996)
- Cuore di pietra (1996)
- Dirty Stories 4 (1996)
- Dirty Stories 5 (1996)
- DP Eurosluts 1 (1996)
- DP Eurosluts 2 (1996)
- French Twist (1996)
- Inheritance (1996)
- Lil' Women 15: Sorority Rush (1996)
- Loves of Laure (1996)
- Moglie... Amante... Puttana (1996)
- Private Gold 14: Sweet Baby 1 (1996)
- Private Stories 9 (1996)
- Rock Erotic Picture Show (1996)
- SexHibition 3 (1996)
- Triple X 20 (1996)
- Triple X 21 (1996)
- Una trombata megagalattica (1996)
- Voyeur 7 (1996)
- Voyeur 8 (1996)
- Wonderful Blond Whore (1996)
- Double Anal Club 1 (1997)
- Double Anal Club 2 (1997)
- Eros (1997)
- Euro Angels 2 (1997)
- Gangbang Girl 20 (1997)
- Gioventù Bruciata (1997)
- Hell's Angels 2: The Seven Sexy Sins (1997)
- Hungarian Sex Service (1997)
- I piaceri del feticismo (1997)
- Il Sequestro (La Sindrome di Stoccolma) (1997)
- Le aliene (1997)
- Lee Nover 8: The Search for the Perfect Insertion (1997)
- Love Spectrum (1997)
- Magic Touch (1997)
- Penetration 5 (1997)
- Planet Sexxx (1997)
- Private Castings X 5 (1997)
- Private Gold 21: Hawaiian Ecstasy (1997)
- Private Gold 26: Tatiana 1 (1997)
- Private Stories 20 (1997)
- Private Stories 21 (1997)
- Private Stories 22 (1997)
- Private Stories 25 (1997)
- Ricordi Morbosi (1997)
- Russian Model Magazine 1 (1997)
- Russian Model Magazine 2 (1997)
- Russian Rhapsody 1 (1997)
- Sodomania 21 (1997)
- Some Like it Hot (1997)
- Totally Tianna (1997)
- Tradimenti all'italiana (1997)
- Triple X 24 (1997)
- Triple X 25 (1997)
- Triple X 27 (1997)
- Triple X 29 (1997)
- Up Your Ass 4 (1997)
- Voyeur 10 (1997)
- Assman 4 (1998)
- Assman 5 (1998)
- Big Babies in Budapest 2 (1998)
- Big Titties of Europe 1 (1998)
- Blow Up (II) (1998)
- Book of Lust (1998)
- Butt Row: Eurostyle 2 (1998)
- Clinica del piacere (1998)
- Delirious (1998)
- DP Eurosluts 5 (1998)
- Erotic City 1 (1998)
- Eternal Desire (1998)
- Euro Angels 7 (1998)
- Experiences 1 (1998)
- Four Fucking Daughters (1998)
- Fresh Meat 6 (1998)
- Girl Takes a Ride (1998)
- Hell's Angels 3: The Devil's Lair (1998)
- Hercules (1998)
- Im Tal der heissen Fotzen (1998)
- In the Flesh (1998)
- Intimate Perversions (1998)
- Joey Silvera's Fashion Sluts 9 (1998)
- Love and Pain (1998)
- Love and Psyche (1998)
- Luxus Huren (1998)
- Magic Eros (1998)
- Magic Perversion (1998)
- Mamma (1998)
- Night Life in Prague (1998)
- Nirvanal (1998)
- Olympus (1998)
- Oversexed Video Magazine 4 (1998)
- Pickup Lines 30 (1998)
- Pickup Lines 32 (1998)
- Pink Hotel on Butt Row 2 (1998)
- Pirate Video 10: No Mercy (1998)
- Pirate Video 11: Deviation (1998)
- Pirate Video 12: Hells Belles (1998)
- Pirate Video 3: Rich Bitch (1998)
- Pirate Video 4: Women On Top (1998)
- Pirate Video 5: Love Me Deadly (1998)
- Pirate Video 6: Broken Dreams (1998)
- Pirate Video 7: Sex Club (1998)
- Pirate Video 8: Powerslave (1998)
- Pirate Video 9: Sins of the Flesh (1998)
- Private Castings X 10 (1998)
- Private Castings X 6 (1998)
- Private Gold 27: Tatiana 2 (1998)
- Private Gold 32: Lethal Information (1998)
- Private Triple X Files 10: Memories (1998)
- Private Triple X Files 11: Jennifer (1998)
- Private Triple X Files 2 (1998)
- Private Triple X Files 4: Janka (1998)
- Private Triple X Files 5: Silvie (1998)
- Private Triple X Files 7: Laura (1998)
- Private Triple X Files 9: Hyapatia (1998)
- Queen of the Elephants 2: Sahara (1998)
- Racconti (1998)
- Rocco's True Anal Stories 2 (1998)
- Samson in the Amazon's Land (1998)
- Sex Dreamers (1998)
- Sexcape (1998)
- Silvia's Spell 1 (1998)
- Silvia's Spell 3 (1998)
- Sodom and Gamorra (1998)
- Sodomania 25 (1998)
- Sodomania 26 (1998)
- Sodomania 27 (1998)
- Sodomania Smokin' Sextions 2 (1998)
- Triple X 32 (1998)
- Ulysses (1998)
- United Colors of Private (1998)
- Video Adventures of Peeping Tom 14 (1998)
- Video Virgins Italian Style 1 (1998)
- Voyeur 11 (1998)
- Voyeur 12 (1998)
- Wild 'n Wet (1998)
- Achtzehneinhalb 10 (1999)
- Anni di piombo (1999)
- Big Babies in Budapest 3 (1999)
- Big Babies in Budapest 4 (1999)
- Big Titties of Europe 2 (1999)
- Blowjob Fantasies 10 (1999)
- Bobbi Bliss Gets Hosed (1999)
- Buttman's Intimate Exposure (1999)
- Camping Extrem (1999)
- Colpi di Pennello (1999)
- Depraved Die Young (1999)
- Devil in the Flesh (1999)
- Double Anal Club 4 (1999)
- Euro Angels 18: Your Rear My Dear (1999)
- Euro Angels 19: Pucker Fuckers (1999)
- Euro Angels Hardball 6: Anal Maniac (1999)
- Euro Babes 1 (1999)
- Euro Babes 2 (1999)
- Euro Gang Bang (1999)
- Euro Hard Riders 4 (1999)
- Experiences 2 (1999)
- Farsangi huncutsagok (1999)
- Fresh Meat 8 (1999)
- Fuck Food Company (1999)
- Going Wild (1999)
- Hardcore Hotel (1999)
- Hot Shots of Angelica Bella (1999)
- Juicy Lips (1999)
- Lap Dance (1999)
- Luxsury Nurse (1999)
- MIF: Men in Fuck 1 (1999)
- Monaca Lussuriosa (1999)
- Offertes à tout 11 (1999)
- Oversexed Video Magazine 3 (1999)
- Pickup Lines 45 (1999)
- Pirate Deluxe 2: Victoria Blue (1999)
- Pirate Deluxe 3: Rubber Kiss (1999)
- Pirate Deluxe 6: Double Confusion (1999)
- Please 4: It's A Dog's Life (1999)
- Please 5: Fireworks! (1999)
- Presidente (1999)
- Private XXX 2 (1999)
- Private XXX 5 (1999)
- Private XXX 7 (1999)
- Razza Padrona (1999)
- Rocco's Initiations 2 (1999)
- Rocco's True Anal Stories 4 (1999)
- Rocco's True Anal Stories 8 (1999)
- Rocco's True Anal Stories 9 (1999)
- Schwanzgeile Jungfrauen (1999)
- Screw My Wife Please 8 (And Make Her Scream) (1999)
- Screw My Wife Please 9 (And Make Her Tremble) (1999)
- Secrets of the Flesh (1999)
- Sex Shot (1999)
- Slut Search 8 (1999)
- Sodomania 30 (1999)
- Sodomania: Gang Bang 1 (1999)
- Stacked 4: Big Tit Teasers (1999)
- Suspicion (1999)
- Talent Scout (1999)
- Tease (1999)
- This Butt's For You (1999)
- Ultimate Fuckers (1999)
- Up Your Ass 10 (1999)
- Up Your Ass 11 (1999)
- Video Adventures of Peeping Tom 19 (1999)
- Wanted: Star Giganten (1999)
- When Rocco Meats Kelly 2 (1999)
- Anal Usury (2000)
- Blonds On Fire (2000)
- Bocche di Commesse (2000)
- Buttman's Big Tit Adventure 5 (2000)
- Buttman's Toy Stories (2000)
- Call Girl (2000)
- Cherries 8 (2000)
- Confine (2000)
- Contessa e l'Orfanella (2000)
- Doom Fighter 1: Trip to Zolt's World (2000)
- Double Anal Club 5 (2000)
- Enfile Moi (2000)
- Erotico Veneziano (2000)
- Euro Angels 25: Budapest Booty Fest (2000)
- Euro Angels Hardball 10: Depraved Intent (2000)
- Euro Babes 5 (2000)
- Fashion (2000)
- Finishing School (2000)
- Fresh Euro Flesh 1 (2000)
- Fresh Euro Flesh 2 (2000)
- Fresh Euro Flesh 3 (2000)
- Fresh Euro Flesh 4 (2000)
- Fresh Euro Flesh 5 (2000)
- Fresh Meat 11 (2000)
- Fresh Meat 9 (2000)
- Haunted Love (2000)
- Italian Flair (2000)
- Jekyll and Hyde (2000)
- Joey Silvera's Fashion Sluts 14: Lost Whores (2000)
- Killer Pussy 4 (2000)
- Killer Pussy 5 (2000)
- Ospizio della Vergogna (2000)
- Oversexed Video Magazine 1 (2000)
- Phone Sex (2000)
- Pickup Lines 48 (2000)
- Pickup Lines 50 (2000)
- Pickup Lines 53 (2000)
- Pirate Deluxe 8: The Club (2000)
- Pornocide (2000)
- Postino "viene" sempre due volte (2000)
- Private Castings X 22 (2000)
- Private Castings X 25 (2000)
- Private Castings X 26 (2000)
- Private Lessons (2000)
- Private Penthouse 4: Dangerous Things 2 (2000)
- Private XXX 12: Sex, Lust And Video-tapes (2000)
- Professoressa di Lingue (2000)
- Rocco: Animal Trainer 3 (2000)
- Rocco's True Anal Stories 10 (2000)
- Screw My Wife Please: Collectors Edition 1 (2000)
- Sodomania 32 (2000)
- Spanner-Alarm im Teeny-Internat (2000)
- Strano inganno (2000)
- Teeny Putzgeschwader (2000)
- Tutto su quella troia di mia moglie (2000)
- Video Adventures of Peeping Tom 24 (2000)
- Video Adventures of Peeping Tom 26 (2000)
- Video Adventures of Peeping Tom 27 (2000)
- Voyeur 18 (2000)
- Voyeur's Favorite Blowjobs And Anals 4 (2000)
- Woman's Xpertise (2000)
- Ass Women 14 (2001)
- Barely Legal 16 (2001)
- Beach Bitches (2001)
- Buttman's Bend Over Babes 5 (2001)
- C'e Posto Per te (2001)
- Entrapment of the Mind (2001)
- Excitant Eye Shot (2001)
- Golden Girls 1 (2001)
- Hardcore Innocence 1 (2001)
- Hardcore Innocence 2 (2001)
- Labyrinth of the Senses (2001)
- Last Muse (2001)
- Make Up (2001)
- Matador 10: Motor Sex Free-riders (2001)
- Misty Rain's Worldwide Sex 7: Budapest Babes (2001)
- Mr. Beaver Checks In 5 (2001)
- Oversexed Video Magazine 5 (2001)
- Parrucchiere di Provincia (2001)
- Passions à Saint-Dominique (2001)
- Pickup Babes 2 (2001)
- Pickup Lines 69 (2001)
- Private Castings X 27 (2001)
- Private Life of Nikki Anderson (2001)
- Private Life of Silvia Saint (2001)
- Private Reality 1: Sexy Temptation (2001)
- Private Reality 4: Just Do It to Me (2001)
- Private XXX 14: Cum With Me (2001)
- Queen of the Road 1 (2001)
- Queen of the Road 2 (2001)
- Ragazza dalla pelle di luna (2001)
- Rocco: Animal Trainer 5 (2001)
- Rocco's True Anal Stories 14 (2001)
- Routardes en chaleur (2001)
- Sex Fashion (2001)
- Sodomania 35 (2001)
- Virtualia 1: Cyber Sex (2001)
- Voyeur 19 (2001)
- 2 Deep 1 (2002)
- 2 Kinky 4 U (2002)
- Anal Sluts And Sweethearts 6 (2002)
- Anal Sluts And Sweethearts 7 (2002)
- Anal Sluts And Sweethearts 9 (2002)
- Asian Fever 10 (2002)
- Asian Fever 11 (2002)
- Asses High 1 (2002)
- Asses High 2 (2002)
- Barely Legal 29 (2002)
- Best by Private 38: Castings (2002)
- Buttman's Show Off Girls (2002)
- Campus Confessions 2 (2002)
- Campus Confessions 3 (2002)
- Contratto Indecente (2002)
- Creola (2002)
- Debi Diamond: Up Close and Personal (2002)
- Desiderando Giulia (2002)
- Dirty Carnival (2002)
- Euro Angels Hardball 16: Anal Training (2002)
- Euroglam 1 (2002)
- European Union 1 (2002)
- European Union 2 (2002)
- Fiore di Carne (2002)
- Fresh Butts and Natural Tits 5 (2002)
- Hardcore Innocence 6 (2002)
- Hustler's Babes 1: Assignment St. Luca (2002)
- Hustler's Babes 3: Lust in Paradise (2002)
- Hustler's Babes 4: Hot Sex In Ibiza (2002)
- Hypnotic Games (2002)
- International Flava 1 (2002)
- Legal Skin 5 (2002)
- Legal Skin 6 (2002)
- Legal Skin 7 (2002)
- L'eredità (2002)
- Melanie's School Of Sex (2002)
- Mr. Beaver Checks In 10 (2002)
- Mr. Beaver Checks In 11 (2002)
- Nothin' Butt Buttwoman (2002)
- Party (2002)
- Pornutopia 1 (2002)
- Private Castings X 34 (2002)
- Private Castings X 35 (2002)
- Private Gold 54: Private Gladiator 1 (2002)
- Private Gold 55: Private Gladiator 2: In the City of Lust (2002)
- Private Gold 56: Private Gladiator 3: The Sexual Conquest (2002)
- Private Life of Lynn Stone (2002)
- Private Life of Wanda Curtis (2002)
- Private Reality 10: Ladder Of Love (2002)
- Private Xtreme 3: 18 Birthday Presents (2002)
- Rampage 5 (2002)
- Rocco's True Anal Stories 16 (2002)
- Sex Lawyer (2002)
- Striplease (2002)
- Taste of Salt and Honey (2002)
- Touch Me (2002)
- Virtualia 6: Lost In Sex (2002)
- Visions (2002)
- Voyeur 21 (2002)
- Voyeur's Favorite Blowjobs And Anals 6 (2002)
- 10 Man Cum Slam 1 (2003)
- 2 Deep 2 (2003)
- American Ass 1 (2003)
- Anal Destruction of Layla Jade (2003)
- Anal Seduction 1 (2003)
- Asian Fever 16 (2003)
- Asian Fever 17 (2003)
- Ass Freaks 2 (2003)
- Assficianado 4 (2003)
- Babes in Pornland 16: Euro Babes (2003)
- Best of Please (2003)
- Blowjob Fantasies 17 (2003)
- Bottom Feeders 7 (2003)
- Bottom Feeders 9 (2003)
- Breakin' 'Em In 4 (2003)
- Campus Confessions 5 (2003)
- Campus Confessions 6 (2003)
- Contacts (2003)
- Cumback Pussy 49 (2003)
- Decadence (2003)
- Decadent Love (2003)
- Double Stuffed 1 (2003)
- Droppin' Loads 1 (2003)
- Education of Claire (2003)
- Euro Babes 6 (2003)
- Euro Girls Never Say No 2 (2003)
- Euroglam 4 (2003)
- Fast Times at Deep Crack High 11 (2003)
- Fetish 3: I Know Your Dreams (2003)
- Fetish Circus (2003)
- Fetish Whores 1 (2003)
- Full Anal Access 1 (2003)
- Glazed and Confused 1 (2003)
- Hot and Spicy Latinass 1 (2003)
- Hustler's Babes 5: Come For The Pussy, Stay For The Action (2003)
- I'm Your Slut 2 (2003)
- Internal Cumbustion 1 (2003)
- Intimate Treasures (2003)
- Just Juggs (2003)
- Leg Affair 2 (2003)
- Leg Affair 3 (2003)
- Leg Affair 4 (2003)
- Legal Skin 12 (2003)
- Load In Every Hole 1 (2003)
- Lost Angels: Olivia Del Rio (2003)
- Mr. Beaver Checks In 18 (2003)
- Night With Melanie (2003)
- No Holes Barred 1 (2003)
- North Pole 37 (2003)
- North Pole 44 (2003)
- Not Just Another 8 Teen Movie 1 (2003)
- Pickup Babes 8 (2003)
- Pickup Babes 9 (2003)
- Pickup Lines 74 (2003)
- Pleasures of the Flesh 2 (2003)
- Private Gold 60: Private Eye (2003)
- Private Life of Laura Angel (2003)
- Pussyman's International Butt Babes 6 (2003)
- Service Animals 14 (2003)
- Sex And Guns (2003)
- Sex Shooter 2 (2003)
- Sexy Game (2003)
- Sodomania 40 (2003)
- Sport Babes 2 (2003)
- Stiletto Collection 1: Boots (2003)
- Sweatin' It 6 (2003)
- Throat Gaggers 4 (2003)
- Ultimate Asses 1 (2003)
- Up And Cummers 113 (2003)
- Up And Cummers 115 (2003)
- Warning I Fuck On The First Date 1 (2003)
- Wet Pink 1 (2003)
- Wet Teens 3 (2003)
- Whores Inc. 1 (2003)
- Wildest Sex Ever 3 (2003)
- Young Latin Girls 10 (2003)
- Young Latin Girls 5 (2003)
- Young Latin Girls 6 (2003)
- Young Latin Girls 9 (2003)
- Young Natural Breasts 1 (2003)
- Young Stuff 1 (2003)
- Analgeddon 2 (2004)
- Apprentass 1 (2004)
- Apprentass 2 (2004)
- Art Of Anal 3 (2004)
- Asians 1 (2004)
- Ass Cream Pies 5 (2004)
- Ass Traffic 49 (2004)
- Ass Traffic 52 (2004)
- Ass Traffic 53 (2004)
- Assassin 1 (2004)
- Black Reign 3 (2004)
- Black Reign 5 (2004)
- Chica Boom 25 (2004)
- Crack Her Jack 3 (2004)
- Cum Drenched Tits 1 (2004)
- Cytherea Iz Squirtwoman 1 (2004)
- Double Penetration 1 (2004)
- Euro Angels Hardball 24 (2004)
- Euro Slit (2004)
- Fetish Whores 2 (2004)
- Gangbang Auditions 14 (2004)
- Hot Letters 2 (2004)
- I'm A Big Girl Now 1 (2004)
- Into The Blue (2004)
- Intrigo (2004)
- Leg Affair 5 (2004)
- Leg Affair 6 (2004)
- Legal Skin 13 (2004)
- Legal Skin 14 (2004)
- Legal Skin 16 (2004)
- Lethal Injections 2 (2004)
- Manhammer 2 (2004)
- Model und der Gangster (2004)
- No Swallowing Allowed 2 (2004)
- Nothing Underneath 2 (2004)
- Nuts Butts Euro Sluts (2004)
- Passion Of The Ass 2 (2004)
- Pickup Lines 81 (2004)
- Pickup Lines 82 (2004)
- Pirate Fetish Machine 15: Secret Delights of Baroness Kinky (2004)
- Pirate Fetish Machine 17: Cult (2004)
- Please Cum Inside Me 17 (2004)
- Private Life of Kate More (2004)
- Private Life of Mercedes (2004)
- Private Reality 21: Fuck Me (2004)
- Private Reality 23: Cum (2004)
- Private Reality 24: Sex Addicts (2004)
- Private XXX 18: Wet Dreams (2004)
- Prophet of the Fear 1 (2004)
- Riot Sluts 1 (2004)
- Road To Atlantis 1 (2004)
- Road To Atlantis 2 (2004)
- Rocco's True Anal Stories 22 (2004)
- Rock Hard 1 (2004)
- Rock Hard 2 (2004)
- Sex Experiment (2004)
- Sex Symbol (2004)
- Sexy Euro Girls 2 (2004)
- Space 2077 (2004)
- Superwhores 2 (2004)
- Superwhores 4 (2004)
- Taboo 1 (2004)
- Teenage Anal Princess 1 (2004)
- Teenage Anal Princess 2 (2004)
- Teens With Tits 2 (2004)
- Teens With Tits 3 (2004)
- Voyeur's Favorite Blowjobs And Anals 8 (2004)
- We All Scream For Ass Cream 1 (2004)
- Who's Your Daddy 6 (2004)
- Wrecked 'em 1 (2004)
- Wrecked 'em 2 (2004)
- 2 on 1 20 (2005)
- Absolute Desire (2005)
- All Sex No Talk 2 (2005)
- Anal Asspirations 2 (2005)
- Art Of Anal 4 (2005)
- Asians 2 (2005)
- Ass Cream Pies 6 (2005)
- Ass Pounders 4 (2005)
- Assman 27 (2005)
- Assman 28 (2005)
- Bigger Is Better (II) (2005)
- Crack Her Jack 4 (2005)
- Cum Drenched Tits 2 (2005)
- Euro Domination 5 (2005)
- Euro Sluts 7: Italian Bitch (2005)
- Exotic Dreams (2005)
- Exxxtraordinary Euro Babes 2 (2005)
- Fassinating 2 (2005)
- Filled To The Rim 1 (2005)
- Flesh Hunter 8 (2005)
- Fresh Meat 19 (2005)
- Fresh Meat 20 (2005)
- Gangbang Auditions 15 (2005)
- Gangbang Auditions 16 (2005)
- Hardcore Fever 1 (2005)
- I'm A Big Girl Now 2 (2005)
- Initiations 16 (2005)
- Juicy 3 (2005)
- Leg Affair 11 (2005)
- Legal Skin 18 (2005)
- Lewd Conduct 22 (2005)
- Lost (2005)
- Mission Possible 1 (2005)
- Money Pleasure (2005)
- Neo Pornographia 1 (2005)
- Neo Pornographia 2 (2005)
- Nice Rack 12 (2005)
- No Swallowing Allowed 4 (2005)
- Phetish Phantasy 1 (2005)
- Private Story Of Monica Sweetheart (2005)
- Private Xtreme 21: Anal Fuckathon (2005)
- Private XXX 23: Fuck My Ass (2005)
- Private XXX 25: Wanna Fuck (2005)
- Seducing Naked Young Girls (2005)
- Superwhores 5 (2005)
- Swallow (2005)
- Teenland 12: Eager To Learn (2005)
- Teens With Tits 4 (2005)
- Veronica Da Souza (2005)
- Voyeur's Best Anal Blonde Cocksuckers (2005)
- Voyeur's Favorite Blowjobs And Anals 9 (2005)
- Women of Color 8 (2005)
- Women of Color 9 (2005)
- Young Cummers 2 (2005)
- Yummy In My Tummy 1 (2005)
- Addio al nubilato (2006)
- Allure: A Lost Angels Collection (2006)
- Anal Asspirations 4 (2006)
- Anal Brigade (2006)
- Anal Mania (II) (2006)
- Andromeda 121 (2006)
- Asscore 1 (2006)
- Asscore 2 (2006)
- Assman 29 (2006)
- Brazilian Ass Whores DP Style (2006)
- Briana Loves Rocco (2006)
- Bring Your A Game 2 (2006)
- Code Name Mata Hari 1 (2006)
- Code Name Mata Hari 2 (2006)
- Crack Her Jack 5 (2006)
- Cum on My Face 7 (2006)
- Cumstains 7 (2006)
- Deep in Style (2006)
- Double Delight 4 (2006)
- DP Inside 2 (2006)
- Emotions (2006)
- Emperor (2006)
- Erocity 3 (2006)
- Euro Domination 6 (2006)
- Facial Frenzy 1 (2006)
- Filled To The Rim 2 (2006)
- Filled To The Rim 3 (2006)
- Gold Medal Czech Sex (2006)
- Golden Girls 8 (2006)
- Greatest Cum Sluts Ever (2006)
- Hard Time (2006)
- Hardcore Fever 3 (2006)
- Hot Letters 9 (2006)
- Jiggly Juggs 1 (2006)
- Kick Ass Chicks 30: Hairy Beavers (2006)
- Madame Corsage und Ihre Matressen (2006)
- Mike In Action (2006)
- Obsession (2006)
- Only Swallows 2 (2006)
- Order (2006)
- Phetish Phantasy 3 (2006)
- Pickup Girls 3 (2006)
- Please Bang My Wife 1 (2006)
- Private Football Cup 2006 (2006)
- Private XXX 30: All You Need is Sex (2006)
- Red Passion (2006)
- Rocco's Dirty Dreams 4 (2006)
- Salieri Football 2: La Febbre Del Tradimento (2006)
- Seductive 1 (2006)
- Sekretarin 1 (2006)
- Sex Overdrive (2006)
- Sexy Santa (2006)
- Sperm Swap 527 (2006)
- Swallow the Cum 2 (2006)
- Tango (2006)
- Thassit 7 (2006)
- Thassit 8 (2006)
- Top Model (2006)
- Witch Bitch (2006)
- Women of Color 10 (2006)
- Wrecking Crew (2006)
- 18 Y-O Whores (2007)
- All Internal 1 (2007)
- All Internal 4 (2007)
- All Internal 5 (2007)
- All Internal 6 (2007)
- Anal Assassins (2007)
- Anal Empire 4 (2007)
- Anal Empire 5 (2007)
- Anal Hysteria (2007)
- Analizator 2 (2007)
- Ass Traffic 1 (2007)
- Ass Traffic 3 (2007)
- Baby Do Not Hurt Me (2007)
- Best of Gangbang Auditions (2007)
- Body Worship (2007)
- Creamery (2007)
- Cum Sucking Whore Named Luci Thai (2007)
- DP Fanatics 3 (2007)
- DP Fanatics 7 (2007)
- DP Fever 3 (2007)
- Evil Nurse (2007)
- Footsie Babes 4 (2007)
- French Kiss (2007)
- Jordan's Anal Hotties (2007)
- Justine tremendamente troia (2007)
- Kick Ass Chicks 39: Gym Brats (2007)
- Lost Honour (2007)
- Mason's Whore-A-Thon (2007)
- MILF Thing 2094 (2007)
- Perver City 1 (2007)
- Pirate Fetish Machine 25: Kinkyworld (2007)
- Prime Cups 2 (2007)
- Prime Cups 3 (2007)
- Private Movies 31: Discovering Priva (2007)
- Raul Cristian's Sperm Swap 1 (2007)
- Raul Cristian's Sperm Swap 2 (2007)
- Raul Cristian's Sperm Swap 3 (2007)
- Rushhour On The Assway (2007)
- Sex Survivors 2 (2007)
- Specialist (2007)
- Taboo: Maximum Perversions (2007)
- Tamed Teens 1 (2007)
- Tamed Teens 2 (2007)
- Tamed Teens 3 (2007)
- Wild Cats (2007)
- All Holes Open (2008)
- All Internal 2526 (2008)
- All Internal 7 (2008)
- All Internal 8 (2008)
- All Internal 9 (2008)
- Analizator 3 (2008)
- Ass Traffic 4 (2008)
- Ass Traffic 5 (2008)
- Asspirin 1 (2008)
- Cum for Cover 1 (2008)
- Cum for Cover 2 (2008)
- Cum Sucking Whore Named Jasmine Byrne (2008)
- Defend Our Porn (2008)
- Double Penetration 5 (2008)
- Downward Spiral (2008)
- Euro Trash 3 (2008)
- Filthy Girls (2008)
- Gangbang Junkies 1 (2008)
- MILF Hookers 4 (2008)
- MILF Thing 1 (2008)
- MILF Thing 2 (2008)
- MILF Thing 3 (2008)
- MILFanatics (2008)
- My Evil Sluts 1 (2008)
- Perver City 2 (2008)
- Prime Cups 4 (2008)
- Prime Cups 5 (2008)
- Private Life of Liliane Tiger (2008)
- Public Disgrace 5563 (2008)
- Secrets of the Harem (2008)
- Segretaria (2008)
- SEXth Element (2008)
- Sperm Swap 4 (2008)
- Sperm Swap 5 (2008)
- Tamed Teens 4 (2008)
- Tamed Teens 5 (2008)
- Tamed Teens 6 (2008)
- Voll versaute Weiber in Strumpfhosen (2008)
- Watch Your Back 2 (2008)
- Anal Citizens 1 (2009)
- Anal Violation 3 (2009)
- Analogical 1 (2009)
- Analogical 2 (2009)
- Ass The New Pussy (2009)
- Ass Traffic 6 (2009)
- Ass Traffic 7 (2009)
- Backdoor Lovers (2009)
- Blondies to Dominate (2009)
- Consummate Art of Stuffing Pink Holes 1 (2009)
- Cum for Cover 3 (2009)
- Cum for Cover 4 (2009)
- Cum for Cover 5 (2009)
- Cum for Cover 6 (2009)
- Dirty Job (2009)
- Dirty Sex in the City (2009)
- Don't Be Shy 1 (2009)
- Double Desires (2009)
- Double Loaded (2009)
- Double Passion (2009)
- Double Time (2009)
- Dress Me Up 3 (2009)
- Gangbang Junkies 2 (2009)
- Gangbang Junkies 3 (2009)
- Gangbang Junkies 4 (2009)
- Gape Em All 1 (2009)
- HarDP Work (2009)
- High PrASSure 1 (2009)
- MILF Thing 4 (2009)
- MILF Thing 5 (2009)
- POV Blowjobs 2 (2009)
- Prime Cups 6 (2009)
- Prime Cups 7 (2009)
- Private Gold 102: Legs Wide Open (2009)
- Private Life of Black Angelika (2009)
- Scandalo on-line all'Universita (2009)
- Senza Paura a Tel Aviv (2009)
- Sperm Swap 6 (2009)
- Tamed Teens 7 (2009)
- Una Vitta Allo Specchio (2009)
- All Internal 12 (2010)
- All Internal 13 (2010)
- All Internal 14 (2010)
- All Star Big Boobs (2010)
- All Star MILFs (2010)
- Anal Attack 1 (2010)
- Attack My Black Ass 2 (2010)
- Bang My Girl (2010)
- Best of Threesomes with Big Boob Girls (2010)
- Big Butt Attack 10 (2010)
- Big Butt Attack 11 (2010)
- Big Butt Attack 8 (2010)
- Big Rack Attack 1 (2010)
- Big Rack Attack 2 (2010)
- Blondies' Butts (2010)
- Coming of Age 2 (2010)
- Cruel Media Conquers Romania (2010)
- DP Insanity (2010)
- Fantasstic 1 (2010)
- Footsie Babes 13 (2010)
- High PrASSure 2 (2010)
- Meat Lovers 2 (2010)
- MILF Thing 6 (2010)
- Natural Headlights (2010)
- Pop In Me 2 (2010)
- Pop Swap 3 (2010)
- Porn Fan Fuckfest Budapest 2 (2010)
- Private Gold 108: Cum In My Limousine (2010)
- Private Specials 30: College Girls Love Double Creampies (2010)
- Private Specials 38: 5 Eurobabes in Mini Skirts (2010)
- Tamed Teens 8 (2010)
- Tamed Teens 9 (2010)
- Wanton Dreams (2010)
- All Internal 15 (2011)
- All Internal 16 (2011)
- Amazing Headlights 1 (2011)
- Anal Attack 4 (2011)
- Anal Attack 5 (2011)
- Anal Attack 6 (2011)
- Anal Attack 7 (2011)
- Anal Attack 8 (2011)
- Ass Bangers 1 (2011)
- Ass Titans 5 (2011)
- Ass Traffic 9 (2011)
- Asshole Physics (2011)
- Ass-ploration (2011)
- Best All Internal Cumshots 2 (2011)
- Big Cock Cravings 2 (2011)
- Bound Gang Bangs 13607 (2011)
- Bound Gang Bangs 13612 (2011)
- Butt Hurt (2011)
- Cock Spread (2011)
- Cock Stuffed (2011)
- Cocked and Loaded (2011)
- Erocity 7 (2011)
- Escort - Peccaminose Confessioni (2011)
- Gangbang Squad 21 (2011)
- Graphic DP 3 (2011)
- I Fucked My Boss (2011)
- In Anal Sluts We Trust 3 (2011)
- In My Girlfriend's Ass 1 (2011)
- Meat Lovers 3 (2011)
- Mia's Traumfick (2011)
- Mounds Of Joy 3 (2011)
- No Holes Barred 1 (2011)
- Stacked Chicks Love 2 Dicks (2011)
- Triple Treat (2011)
- 2 Dicks in 1 Girl (2012)
- All Internal 19 (2012)
- Anal Attack 11 (2012)
- Anal Attack 12 (2012)
- Anal Attack 9 (2012)
- Anal Farm Girls (2012)
- Big Boobs Alert 2 (2012)
- Big Rack Attack 3 (2012)
- Cock Addiction (2012)
- Cruel DPs 2 (2012)
- Cum for Cover 8 (2012)
- Cutie Pies 3 (2012)
- Fire in the Holes (2012)
- Got Two In Her 1 (2012)
- In Anal Sluts We Trust 4 (2012)
- In Anal Sluts We Trust 5 (2012)
- I've Been Naughty (2012)
- Joys Of Anal (2012)
- My Ass Is for the Taking (2012)
- Perry's DP's 2 (2012)
- Please Just Fuck Me (2012)
- Pure POV (2012)
- Sexcapades (2012)
- She Gave Up The Ass (2012)
- SpermSwap in Europe 1 (2012)
- True History of Fashion Sluts (2012)
- All Internal 23 (2013)
- Cock-Hungry Hoes (2013)
- Cruel DPs 3 (2013)
- Cum for Cover 10 (2013)
- Cum For Cover 11 (2013)
- Cum for Cover 9 (2013)
- Gangbang Nymphos 3 (2013)
- In Anal Sluts We Trust 7 (2013)
- In Anal Sluts We Trust 8 (2013)
- Private Specials 70: Fuck My Feet (2013)
- Pure POV 3 (2013)
- SpermSwap In Europe 3 (2013)
- SpermSwap in Europe 4 (2013)
- SpermSwap In Europe 5 (2013)
- Twins Of Stars (2013)
- Untamed Teens 1 (2013)
- Untamed Teens 2 (2013)
- Untamed Teens 3 (2013)
- All Internal 24 (2014)

### Rendezőként
- Crimson Chess Dungeon (2009)
- Masters of Puppets (2009)
- Tears of Fear (2009)